# كريس كيلن
كريس كيلن (بالإنجليزية: Chris Killen)‏، من مواليد 8 أكتوبر 1981، لاعب كرة قدم نيوزلندي.
يلعب مع نادي سيلتك الإسكتلندي.
بدأ باللعب مع منتخب نيوزلندا لكرة القدم في عام 2001.

## روابط خارجية
- كريس كيلن على موقع الاتحاد الدولي (مؤرشف)  (الإنجليزية)
- كريس كيلن على موقع قاعدة بيانات كرة القدم.إي يو (الإنجليزية)
- كريس كيلن على موقع ناشيونال فوتبول تيمز (الإنجليزية)
- كريس كيلن على موقع Soccerbase.com (لاعب) (الإنجليزية)
- كريس كيلن على موقع عالم كرة القدم.نت (الإنجليزية)
- كريس كيلن على موقع أوليمبيديا (الإنجليزية)
- كريس كيلن على موقع اللجنة الأولمبية النيوزيلندية (الإنجليزية)